# 정병하 (외교관)
정병하(鄭炳河, 1968년 4월 8일 ~ )는 대한민국의 외교관이자, 현 주쿠웨이트 대한민국 대사이다.

## 생애
1993년 제27회 외무고시에 합격하여 외무부 사무관으로 근무했다. 이후 시애틀 총영사관, 외교통상부 인사운영팀장, 주미국 대한민국 대사관, 외교부 기획재정 담당관을 거쳐 주유엔대표부 공사참사관, 외교부 국제기구국 협력관과 국제기구국 국장을 거쳐 쿠웨이트 주재 대한민국 대사로 임명되었다. 경제와 국제기구, 북미 등이 주요 분야로 꼽힌다.

## 상훈
- 2005: 대통령 표창

## 경력
- 1993년 4월: 제27회 외무고시 합격
- 1993년 5월: 외무부
- 2002년 7월: 주시애틀 대한민국 총영사관 영사
- 2004년 12월: 주이란 대한민국 대사관 1등서기관
- 2008년 4월: 외교통상부 인사운영팀장
- 2009년 6월: 주미국 대한민국 대사관 참사관
- 2011년 12월: 외교통상부 중동2과장
- 2012년 12월: 외교통상부 중동1과장
- 2013년 12월: 외교부 기획재정담당관
- 2014년 12월: 주유엔 대한민국 대표부 공사참사관
- 2018년 3월: 외교부 국제기구국 협력관
- 2020년 3월: 외교부 국제기구국장
- 2021년 5월~2024년 7월: 주쿠웨이트 대한민국 대사관 대사